# Paloh Mampree
Paloh Mampree is een bestuurslaag in het regentschap Bireuen van de provincie Atjeh, Indonesië. Paloh Mampree telt 218 inwoners (volkstelling 2010).